# Айдовщина (община)
Община Айдовщина (словен. Občina Ajdovščina) — одна з общин республіки Словенія. Центром є місто Айдовщина.

## Клімат
Клімат середземноморський взимку мінімальна температура −1 °C, максимальна 17 °C, влітку максимальна температура 39 °C, мінімальна 20 °C.

## Населення
За результатом перепису 2001 року словенську мову назвали рідною 92.6 %, боснійську 1.8 %, сербську 1 %, невідомо 2.1 % жителів. 70.9 % жителів є римо-католиками, 2.2 % сповідують іслам, 1.2 % православ'я, 5.5 % атеїзм.

## Економіка
- Піпістрел — виробник літаків та планерів